# Liste der Biografien/Kaly
Liste der Biografien |
Portal Biografien |
Personensuche
# |
A |
B |
C |
D |
E |
F |
G |
H |
I |
J |
K |
L |
M |
N |
O |
P |
Q |
R |
S |
T |
U |
V |
W |
X |
Y |
Z |
?
 
Ka |
Kb |
Kc |
Kd |
Ke |
Kf |
Kg |
Kh |
Ki |
Kj |
Kl |
Km |
Kn |
Ko |
Kp |
Kr |
Ks |
Kt |
Ku |
Kv |
Kw |
Ky |
Kx |
Kz
 
Kaa–Kag |
Kah |
Kai |
Kaj |
Kak |
Kal |
Kam |
Kan |
Kao |
Kap |
Kar |
Kas |
Kat |
Kau |
Kav |
Kaw |
Kay |
Kaz
 
Kala |
Kalb |
Kalc |
Kald |
Kale |
Kalf |
Kalh |
Kali |
Kalj |
Kalk |
Kall |
Kalm |
Kaln |
Kalo |
Kalp |
Kals |
Kalt |
Kalu |
Kalv |
Kalw |
Kaly |
Kalz
Die Liste der Biografien führt alle Personen auf, die in der deutschsprachigen Wikipedia einen Artikel haben. Dieses ist eine Teilliste mit 16 Einträgen von Personen, deren Namen mit den Buchstaben „Kaly“ beginnt.

## Kaly

### Kalya
- Kalyan, Adhir (* 1983), südafrikanischer Schauspieler

### Kalyg
- Kalygin, Wiktor Pawlowitsch (1950–2004), russischer Keltologe

### Kalym
- Kalymnios, Alex, britische Film- und Fernsehregisseurin
- Kalymon, Iwan (1921–2014), ukrainischer Polizist und gesuchter Kriegsverbrecher

### Kalyn
- Kalynez, Ihor (1939–2025), ukrainischer Dichter und Schriftsteller
- Kalynez, Iryna (1940–2012), ukrainische Dichterin, Schriftstellerin, Politikerin und Dissidentin
- Kalynthos, griechischer Bildhauer
- Kalynytschenko, Maxym (* 1979), ukrainischer Fußball-Nationalspieler

### Kalyo
- Kalyoncu, Bekir (* 1950), türkischer Militär
- Kalyoncu, Fedon (* 1946), türkischer Sänger, Rembetikomusiker und MusikkritikerFedon Kalyoncu (* 1946)

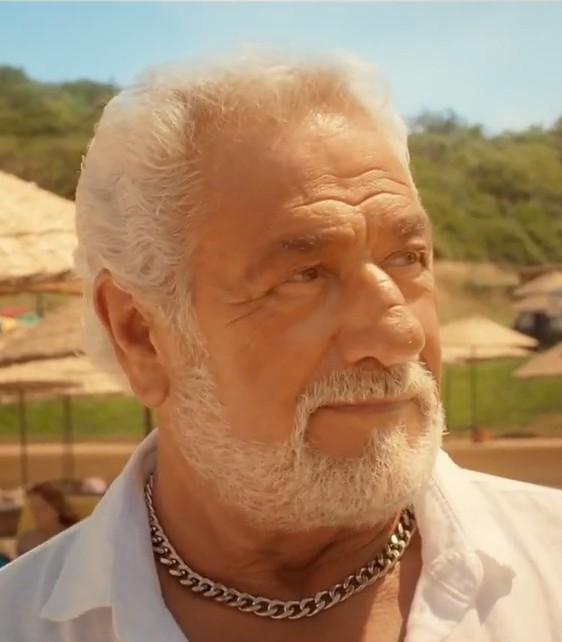
Fedon Kalyoncu (* 1946)

- Kalyoncu, Ömer (* 1950), türkisch-zyprischer Politiker

### Kalyp
- Kalypso, antike griechische Malerin

### Kalyt
- Kalytko, Kateryna (* 1982), ukrainische Schriftstellerin und Übersetzerin
- Kalytowska, Lessja (* 1988), ukrainische Radrennfahrerin

### Kalyv
- Kalyvas, Dimitrios (* 1973), kanadisch-griechischer Eishockeyspieler
- Kalyvas, Georgios (* 1978), kanadisch-griechischer Eishockeyspieler